# Sida chinensis
Sida chinensis là một loài thực vật có hoa trong họ Cẩm quỳ. Loài này được Retz. miêu tả khoa học đầu tiên năm 1786.